# Арзамасцев Захар Вадимович
Захар Вадимович Арзамасцев (рос. Захар Вадимович Арзамасцев; 6 листопада 1992, м. Новокузнецьк, Росія) — російський хокеїст, захисник. Виступає за «Металург» (Новокузнецьк) у Континентальній хокейній лізі.
Вихованець хокейної школи «Металург» (Новокузнецьк). Виступав за «Кузнецькі Ведмеді», «Металург» (Новокузнецьк).
У складі молодіжної збірної Росії учасник чемпіонату світу 2012. У складі юніорської збірної Росії учасник чемпіонату світу 2010.
Досягнення
- Срібний призер молодіжного чемпіонату світу (2012).